# Academia Paulista de Letras
A Academia Paulista de Letras é uma instituição sem fins lucrativos que tem como objetivo a difusão da literatura brasileira. Em seu convívio, surgem ideias para disseminar a cultura, principalmente entre crianças e jovens. Foi fundada em 27 de novembro de 1909 por Joaquim José de Carvalho, que foi o seu secretário-geral e primeiro titular da cadeira nº 4.
A instituição conta com 40 membros, escolhidos de maneira heterogênea prezando as ideias das três espécies que devem integrar uma academia propostas por Machado de Assis: para ele, uma academia é composta por literatos, personalidades (que conferem visibilidade à instituição) e jovens, que trazem a alegria. Além disso, no mínimo vinte e cinco desses membros devem residir obrigatoriamente em São Paulo (cidade).
O papa Bento XVI foi nomeado mais um membro dos da Academia ("honoris causa") durante sua visita a São Paulo em maio de 2007. Título entregue pelos acadêmicos Ives Gandra da Silva Martins e Antônio Ermírio de Moraes, junto com outros.
A sede da Academia foi fundada no ano de 1955 e se encontra no largo do Arouche, no bairro República, região central da cidade de São Paulo. 
Ela utiliza como símbolo a "rosa de cinco pétalas".

## História
A Academia Paulista de Letras teve sua festa de inauguração no dia 27 de novembro de 1909 promovida por seu idealizador Dr. Joaquim José de Carvalho realizada no palacete do Conservatório Dramático e Musical de São Paulo; entretanto, a academia teve pouca atividade nos anos que se seguiram.
Estes anos foram conturbados, até chegar 1929 e ocorrer a reforma Gomes Cardim, que leva o nome do acadêmico que a propôs. Dentre as propostas, teve a proposição do número de membros fixos, criou-se a ideia de "membro ausente", ou seja, aquele membro que não reside mais no estado de São Paulo, e propôs a maneira de sucessão dos membros que falecessem.
Após a reforma, que fez grandes melhorias estatutárias, outro ponto importante na história da APL foi o surgimento da revista, em 1939, que ajudou – e muito – a divulgar a Academia e seu trabalho na literatura brasileira, além de ir ao encontro de sua missão.
Posteriormente, na década de 1950, a Academia passou a ter sua própria sede, facilitando o arquivamento dos documentos produzidos pela Academia. Além disso, a sede conta com uma biblioteca que, às quintas à tarde, está disponível apenas para o uso dos acadêmicos; porém, funciona todos os dias com acesso permitido a todos.

## Sede da APL
Quando surgiu, em 1909, a APL não tinha sede; o sonho do acadêmico José de Alcântara Machado era, justamente, de ter um prédio para a instituição localizado no Largo do Arouche, no centro de São Paulo, o que não viu em sua vida.
Entretanto, no ano de 1943, durante a posse do acadêmico Guilherme de Almeida, os acadêmicos Altino Arantes e René Thiollier pediram para o interventor Fernando Costa a doação do local onde seria a sede da Academia. Em razão dos problemas políticos da época, porém, eles não conseguiram ser atendidos e as reuniões continuaram nas casas dos acadêmicos.
Fernando Costa, após ver as dificuldades da Academia, tanto com a sede quanto financeiras, doou o prédio no Arouche, onde hoje funciona a APL, e prometeu transformá-lo em um palácio da cultura paulistana.

## Características arquitetônicas
Com projeto do arquiteto Jacques Pilon, responsável também pelos projetos da Biblioteca Mário de Andrade e do Viaduto do Pacaembu, o prédio tem características da art déco já em transição para o modernismo, com traços que mostram absorção das linhas geométricas e racionalização das construções, como característico do período.

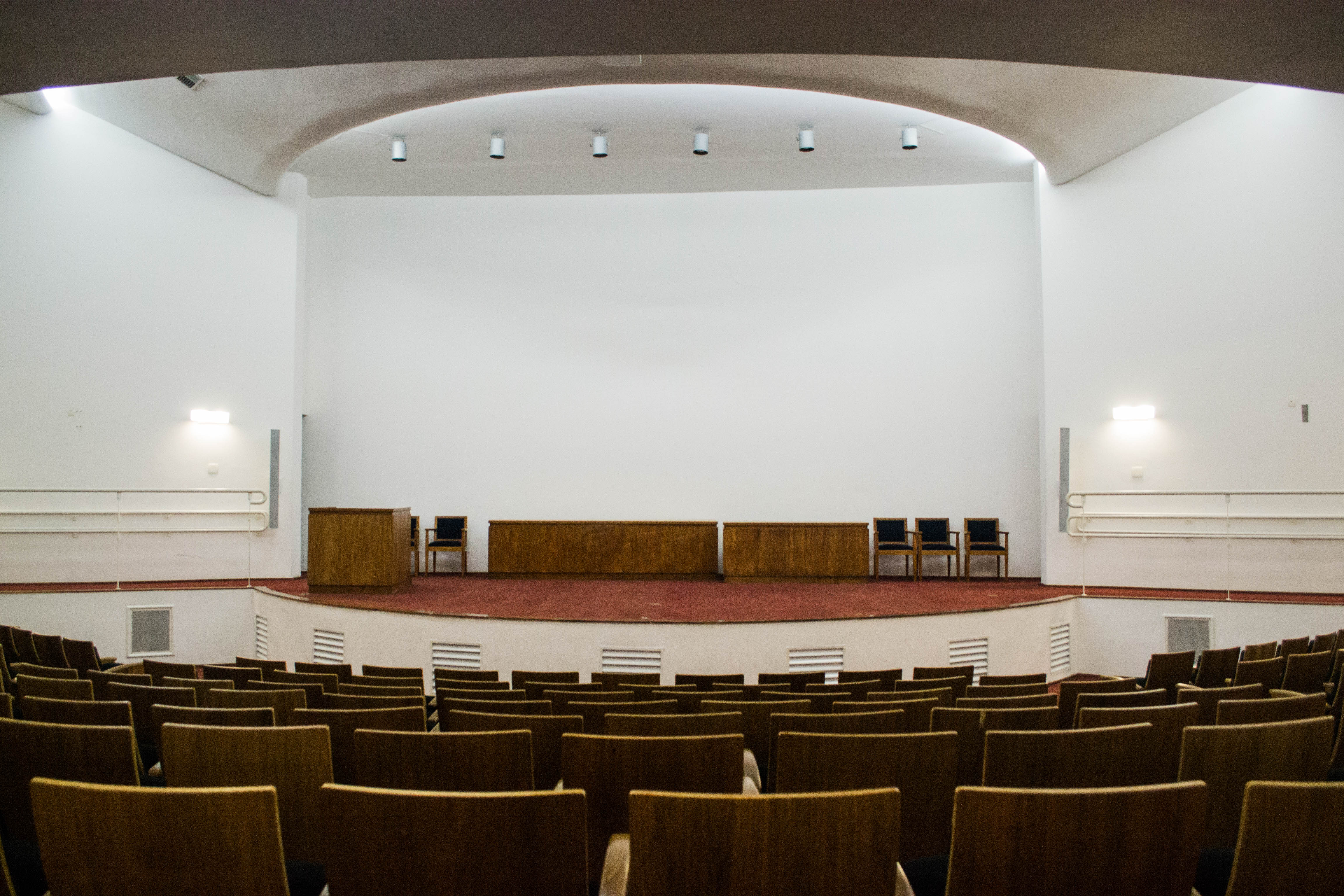
Auditório Altino Arantes

As áreas tombadas incluem a fachada de 5,5 mil metros quadrados, sua volumetria, toda a distribuição interna do térreo e dos três pisos iniciais (excluindo os outros 12 andares do total de 16 que tem no prédio), onde está a área usada pela academia. Desta área, inclui o Átrio Fernando Costa de recepção e acesso ao auditório Altino Arantes, o auditório em si (com capacidade para 330 ocupantes), o acesso aos elevadores, a Sala Cláudio de Souza (salão nobre), a Sala de Música, a sala Amadeu Amaral (antessala do balcão superior), a Galeria dos Presidentes, a Sala de sessões Godofredo Silva Telles, o Salão de Chá, a cozinha, o terraço, a Biblioteca José Carlos de Macedo Soares, a Sala de Leitura Antonio Ermírio de Moraes, a Sala Acadêmica Ernesto Leme, a Sala de Periódicos e a Sala Dr. Juarez Ferreira Lopes.

## Significado histórico e cultural

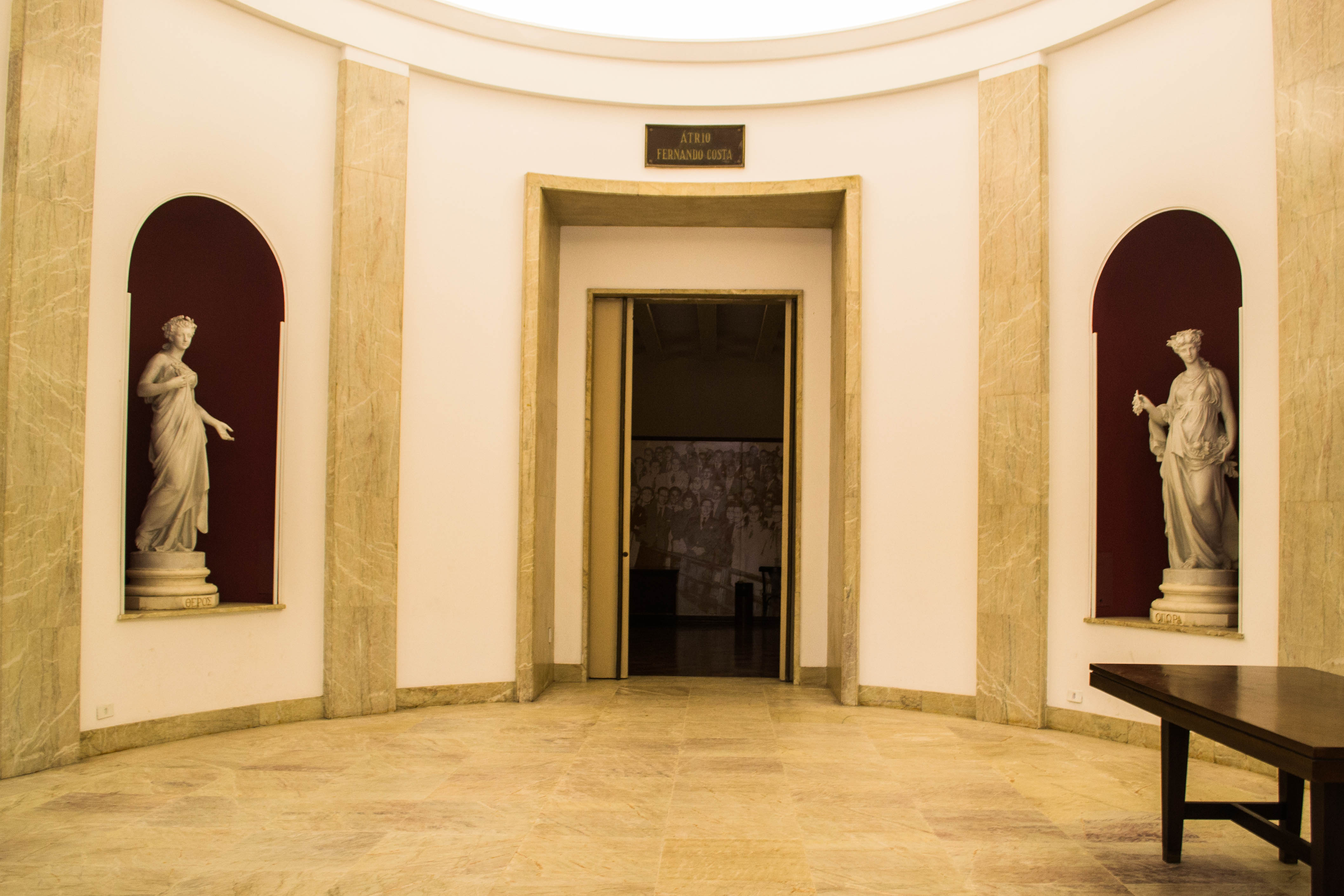
Átrio Fernando Costa

O prédio da Academia Paulista de Letras foi tombado no dia 22 de março de 2010 a partir de processo iniciado no ano anterior. A justificativa publicada no Diário Oficial se divide em cinco partes: é um marco cultural da história de São Paulo, é um exemplo de transição entre os modelos arquitetônicos da arte déco e da arquitetura moderna, é parte histórica do Largo do Arouche e é fruto de uma política cultural pública da gestão de Fernando Costa.

## Estado atual
Em 2007, o prédio passou por uma reforma que trouxe maior acessibilidade a deficientes físicos, com a instalação de elevadores e a reforma total do teatro, cujo teto ruiu no ano anterior. Além disso, a entrada, o subsolo e os banheiros passaram pela reforma, que foi a primeira desde a inauguração do prédio.

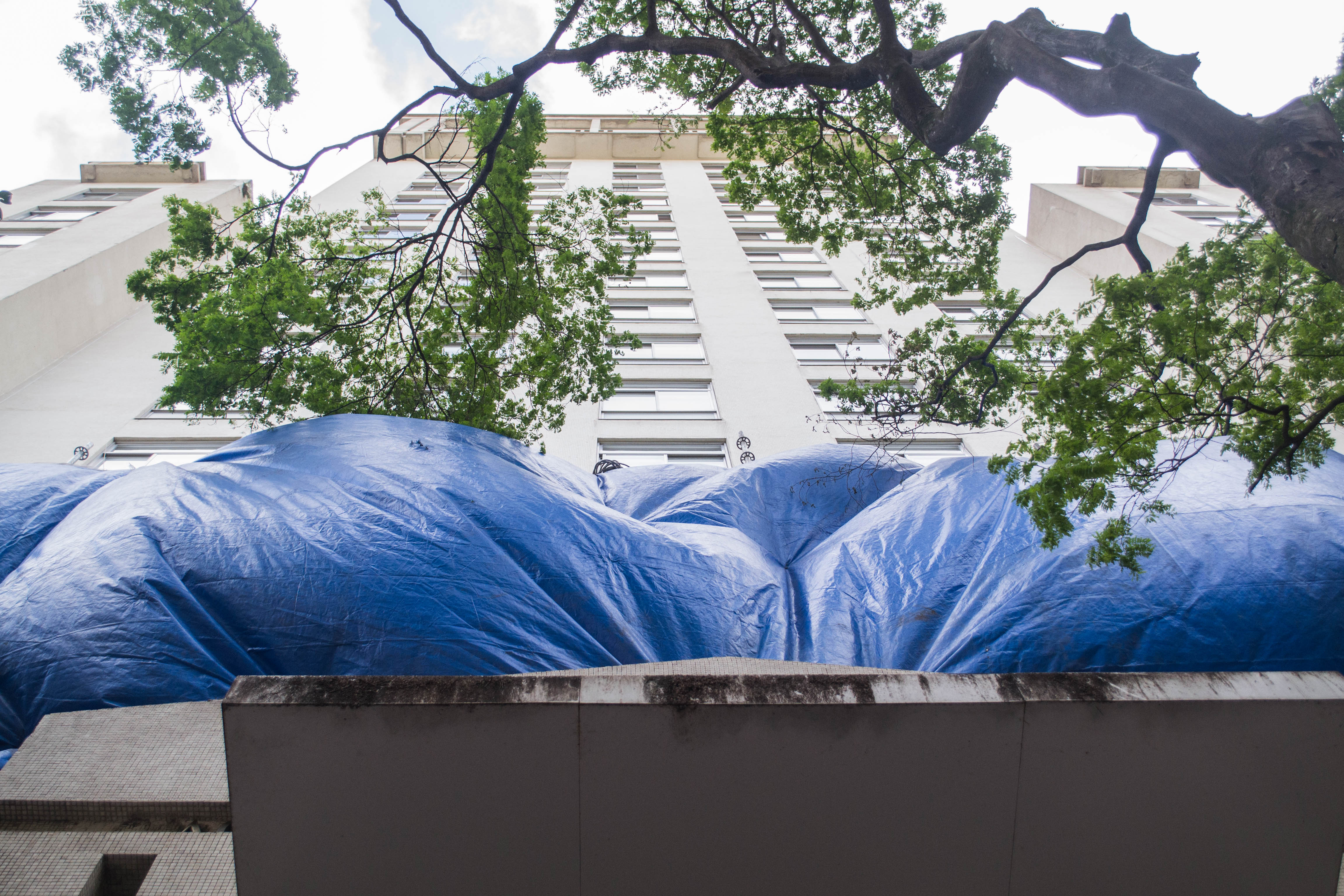
Fachada em reforma da Academia Paulista de Letras

O prédio passou por outra em reforma, aprovada em 2015 pelo governador Geraldo Alckimin, com a ideia de restaurar a lateral e a fachada, modernizar a cabine de força e impermeabilizar a laje da escada de emergência.

## Acadêmicos

### Presidentes
O primeiro presidente da Academia Paulista de Letras foi Brasílio Augusto Machado de Oliveira, no ano de 1909. Entre os presidentes mais notáveis, a APL teve José de Alcântara Machado (nos anos de 1929 e 1941) e Ives Gandra Martins (entre os anos de 2005 e 2006). Posteriormente foi eleito Gabriel Chalita, cujo primeiro mandato iniciou em 2015 e terminou em 2016.
Ao final do seu mandato, em dezembro de 2016, Gabriel Chalita foi reeleito para mais uma gestão (2017-2018). José Renato Nalini foi eleito para o biênio 2019-2020 e reeleito para a gestão seguinte  2021-2022. O presidente atual é o acadêmico Antonio Penteado Mendonça.

### Patronos e membros
| N° | Patrono                                        | Fundador                             | Sucessores |
| -- | ---------------------------------------------- | ------------------------------------ | --- |
| 1  | José Joaquim Machado de Oliveira               | Brasílio Augusto Machado de Oliveira | José de Alcântara Machado José Carlos de Macedo Soares Paulo Nogueira Filho Osmar Muniz Pimentel Silveira Peixoto José Cretella Júnior Raul Marino Junior                    |
| 2  | Visconde de São Leopoldo                       | Antônio Dino da Costa Bueno          | Cândido Mota Filho Miguel Reale Miguel Reale Júnior |
| 3  | Matias Aires Ramos da Silva de Éça             | Luís Pereira Barreto                 | Alfredo Pujol Francisco Franco da Rocha Mário de Andrade Washington Luís Lucas Nogueira Garcez Israel Dias Novaes Júlio Medaglia                                             |
| 4  | José de Anchieta                               | Joaquim José de Carvalho             | Afonso de Freitas Ciro Costa Goffredo da Silva Teles Rubens Borba de Moraes Antônio D'Elia Monsenhor Primo Vieira Célio Debes Betty Milan                                    |
| 5  | Eduardo Paulo da Silva Prado                   | Ulisses Paranhos                     | Amadeu de Queiroz Carlos Alberto Nunes Ignácio da Silva Telles Gabriel Chalita                                                                                               |
| 6  | Brigadeiro José Vieira Couto de Magalhães      | João Vampré                          | Plínio Salgado Eurico Branco Ribeiro Honório de Sylos Luiz Carlos Lisboa |
| 7  | José Bonifácio, o Moço                         | José de Freitas Guimarães            | Nuto Sant'Anna Pedro Ferraz do Amaral Anna Maria Martins Leandro Karnal |
| 8  | Bárbara Eliodora Guilhermina da Silveira Bueno | Presciliana Duarte de Almeida        | Aureliano Leite João de Scantimburgo Juca de Oliveira |
| 9  | Manuel Antônio Álvares de Azevedo              | Venceslau de Queirós                 | Rubens do Amaral Otacílio de Carvalho Lopes Padre Hélio Abranches Viotti Idelma Ribeiro de Faria Ada Pellegrini Grinover Marcio Scavone                                      |
| 10 | Cesário Mota Júnior                            | Eduardo Guimarães                    | Paulo Setúbal Gustavo Teixeira Afonso Schmidt Edmundo Vasconcelos Paulo Nogueira Neto Rubens Antônio Barbosa                                                                 |
| 11 | Bartolomeu Lourenço de Gusmão                  | Monsenhor Francisco de Paula         | Dom Benedito de Souza Cassiano Ricardo Tito Livio Ferreira Milton Vargas Eros Roberto Grau                                                                                   |
| 12 | Paulo Egydio de Oliveira Carvalho              | Alberto Seabra                       | René Thiollier Maria de Lourdes Teixeira Benedicto Ferri de Barros Paulo Nathanael Pereira de Souza                                                                          |
| 13 | Alexandre de Gusmão                            | Erasmo de Carvalho Braga             | Monsenhor José Bueno de Castro Nery Luiz Gonzaga Bandeira de Mello José Geraldo Nogueira Moutinho Myriam Ellis João Carlos Martins                                           |
| 14 | Martim Francisco Ribeiro de Andrada            | Martim Francisco                     | Leo Vaz Pedro Chaves Cyro Pimentel Walcyr Carrasco |
| 15 | Luiz Gonzaga Pinto da Gama                     | Alberto Faria                        | Sud Mennucci Américo de Moura Marcondes de Andrade Ernesto Leme Paulo Pereira dos Reis José Altino Machado José Gregori                                                      |
| 16 | Américo Brasílio de Campos                     | Carlos de Campos                     | Arthur Motta Francisco Pati Alcântara Silveira Bolívar Lamounier |
| 17 | Júlio César Ribeiro                            | Sílvio de Almeida                    | Otoniel de Campos Mota Afrânio do Amaral Ernani Silva Bruno Marcos Rey Massaud Moisés Zuza Homem de Mello João Lara Mesquita                                                 |
| 18 | Antonio de Toledo Piza e Almeida               | Benedito Otávio de Oliveira          | Alfredo Ellis Jr. Nelson Palma Travassos Yan de Almeida Prado Rubens Teixeira Scavone Jorge Caldeira                                                                         |
| 19 | Antônio Joaquim da Rosa                        | Cláudio de Sousa                     | José Pedro Leite Cordeiro Erwin Theodor Rosenthal Synesio Sampaio Goes Filho                                                                                                 |
| 20 | José Ezequiel Freire de Lima                   | Reinaldo Porchat                     | José Soares de Melo Hernâni Donato Renata Pallottini Michel Temer |
| 21 | Andrada Machado                                | José Luis de Almeida Nogueira        | Álvaro Guerra José de Freitas Vale Plínio Barreto Roberto Simonsen Ibrahim de Almeida NobreLeonardo Arroyo Odilon da Costa Manso Paulo José da Costa Júnior Roberto Duailibi |
| 22 | João Pereira Monteiro Júnior                   | Estevão de Almeida                   | Guilherme de Almeida Raimundo de Menezes Odilon Nogueira de Matos Ruth Guimarães Inezita Barroso (faleceu antes da posse) José de Souza Martins                              |
| 23 | Monsenhor Manuel Vicente                       | Monsenhor Manfredo Leite             | Fernando de Azevedo Licurgo Santos Filho Antonio Ermírio de Moraes Celso Lafer                                                                                               |
| 24 | Quirino dos Santos                             | Aristêo Seixas                       | César Salgado Geraldo Vidigal Maurício de Sousa |
| 25 | Visconde de Porto Seguro                       | Crodowaldo Pavan                     | Péricles Eugênio da Silva Ramos Sérgio Milliet Tatiana Belinky José Goldemberg                                                                                               |
| 26 | José Martins Fontes                            | Mário Chamie                         | Oliveira Ribeiro Neto Ricardo Ramos José Fernando Mafra Carbonieri |
| 27 | Conselheiro Ramalho (Joaquim Inácio Ramalho)   | Afrânio Zuccolotto                   | Manuel Carlos Vicente de Paulo Vicente de Azevedo Fábio Lucas |
| 28 | Antônio Caetano de Campos                      | Júlio de Mesquita Filho              | Luis Martins Lygia Fagundes Telles Djamila Ribeiro |
| 29 | Paulo Francisco de Sales Eiró                  | José Carlos de Ataliba Nogueira      | Domingos Carvalho da Silva Francisco Brasileiro Ibiapaba Martins Luciano Gualberto José Pastore                                                                              |
| 30 | Regente Feijó (Diogo Antônio Feijó)            | Alceu Araújo                         | Antônio Soares Amora José Mindlin Roberto dos Santos Moreira Raul Cutait |
| 31 | Francisco Rangel Pestana                       | Alfredo Buzaid                       | Carlos de Andrade Rizzini Spencer Vampré Ives Gandra Martins |
| 32 | Ezequiel de Paula Ramos                        | Ezequiel Ramos Jr.                   | Fernando Goes Geraldo Pinto Rodrigues Lourenço Filho Antonio Penteado Mendonça                                                                                               |
| 33 | Teófilo Dias                                   | Altino Arantes                       | Francisco Marins Jô Soares Tom Zé |
| 34 | Pedro Taques de Almeida Pais Leme              | Ernesto de Sousa Campos              | Fernando Nobre José Frederico Marques Antônio Carlos Pacheco e Silva Tércio Sampaio Ferraz Júnior                                                                            |
| 35 | Antonio de Godoi Moreira da Costa              | Plínio Ayrosa                        | João Pedro da Veiga Miranda Paulo Bomfim Maria Adelaide Amaral |
| 36 | Euclides da Cunha                              | Afonso d'Escragnolle Taunay          | Oracy Nogueira Sérgio Buarque de Holanda José Tavares de Miranda Esther de Figueiredo Ferraz Dom Fernando Antonio Figueiredo                                                 |
| 37 | João Mendes de Almeida                         | Cleómenes Campos                     | Mário Graciotti Sólon Borges dos Reis Vicente de Carvalho Ignácio de Loyola Brandão                                                                                          |
| 38 | Clemente Falcão de Souza Filho                 | Alfredo Gomes                        | Brasil Bandecchi Edmundo Navarro de Andrade Leão Machado Nilo Scalzo Raul Briquet Raul de Andrada e Silva Ruth Rocha                                                         |
| 39 | Gabriel José Rodrigues dos Santos              | José Geraldo Vieira                  | Mário Donato Monteiro Lobato Paulo Vizioli Ruy Ohtake Mary Del Priore |
| 40 | José Bonifácio de Andrada e Silva              | José Feliciano de Oliveira           | Menotti Del Picchia Duílio Crispim Farina José Renato Nalini |

## Revista da APL
A Academia Paulista de Letras, no ano de 1939, criou uma revista de periodicidade irregular de nome "Revista da Academia Paulista de Letras". A revista se propunha a ser uma publicação de cunho plenamente cultural. A última edição da revista foi a de número 133, publicada em 2022.

## Galeria

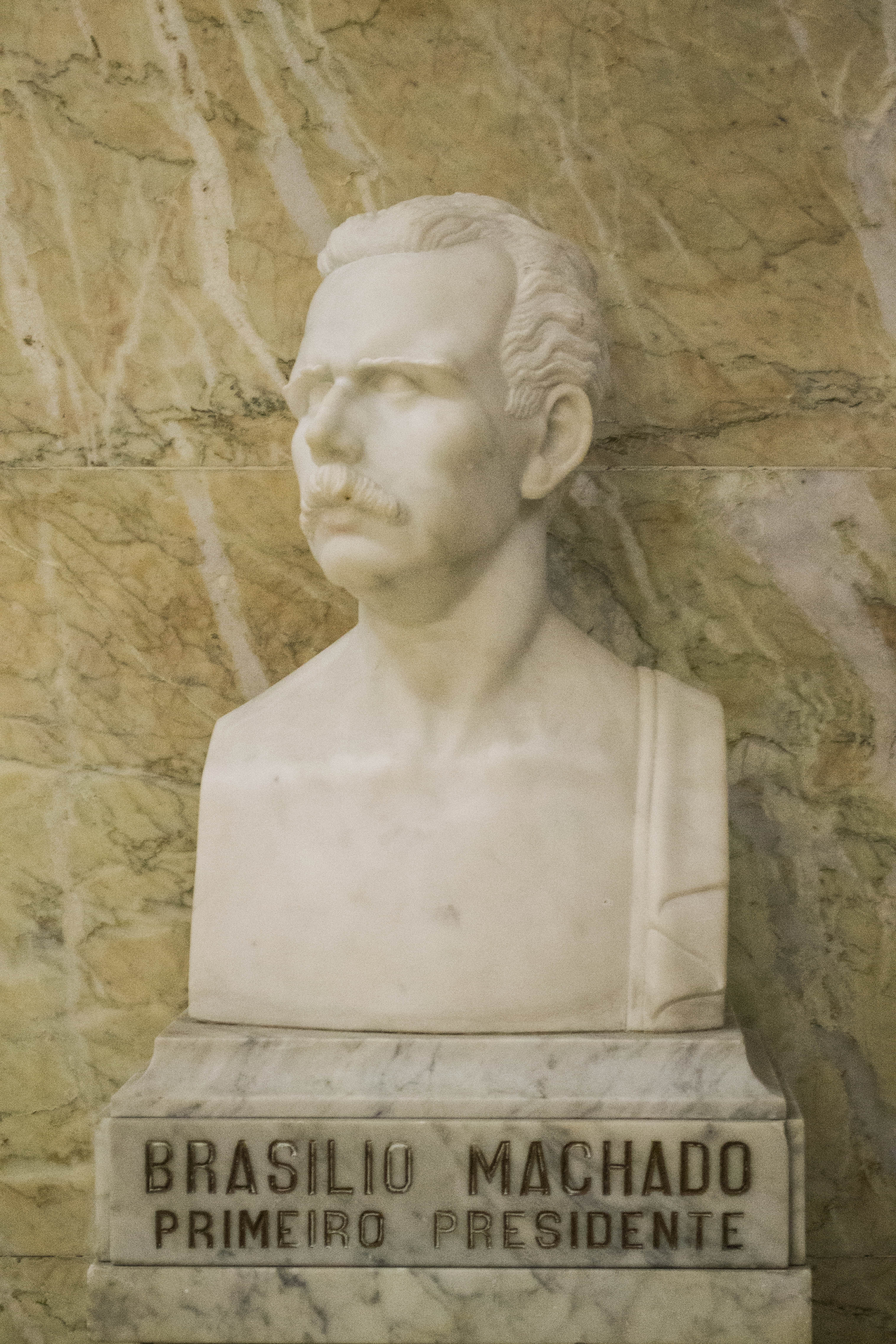
Busto de Basílio Machado na sede da APL.
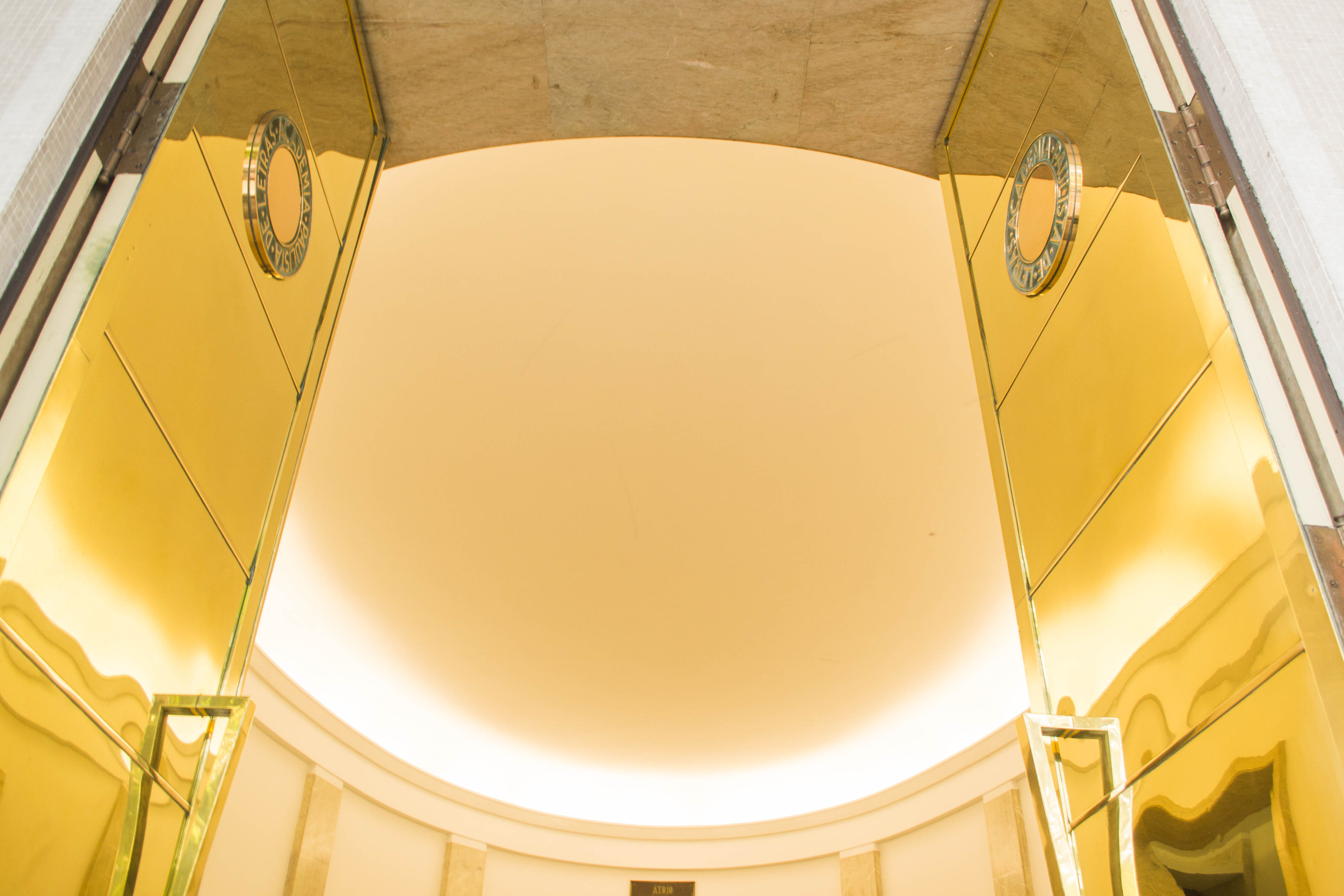
Entrada da APL
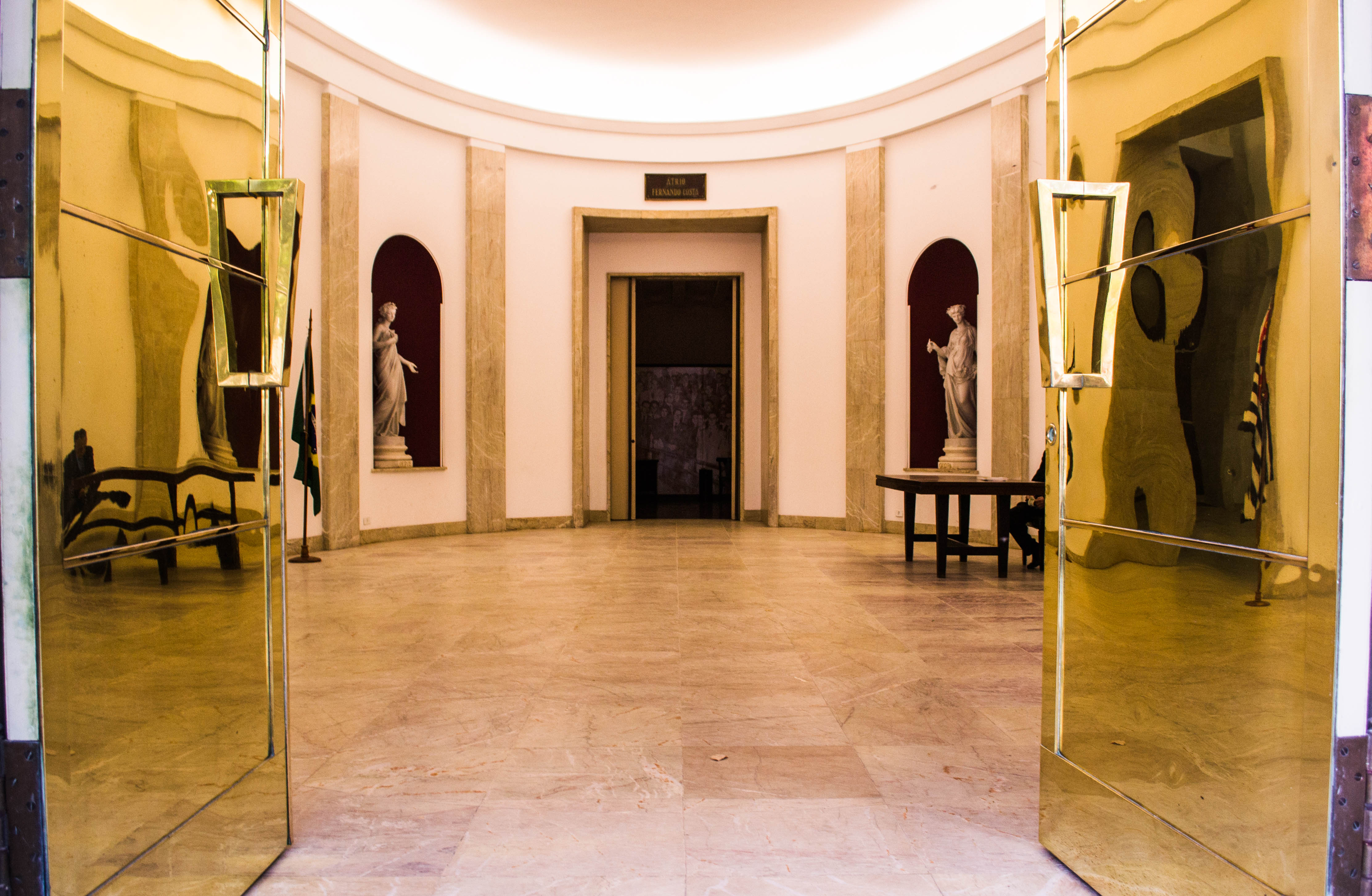
Átrio Fernando Costa
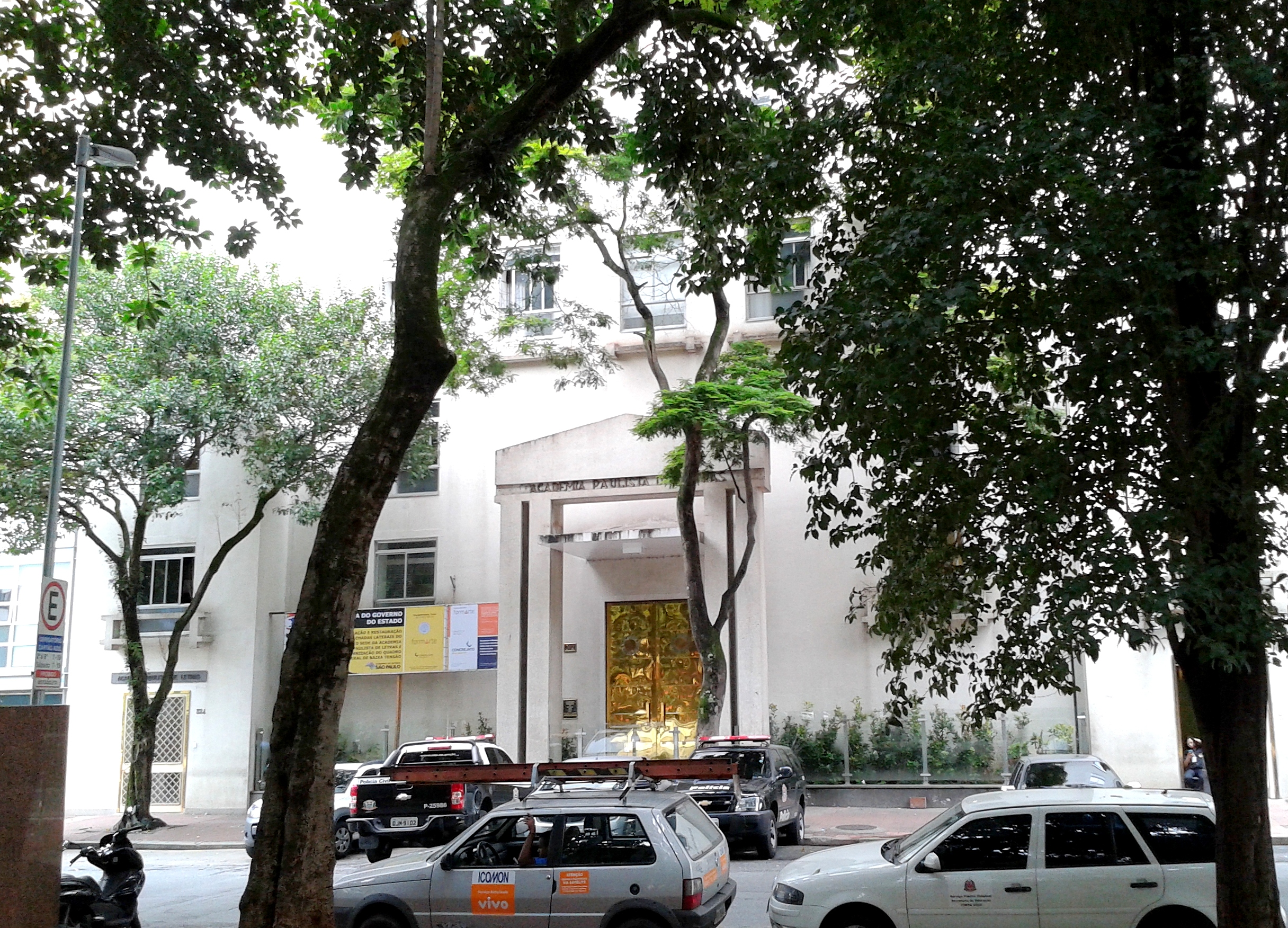
Vista da Academia Paulista de Letras do Largo do Arouche
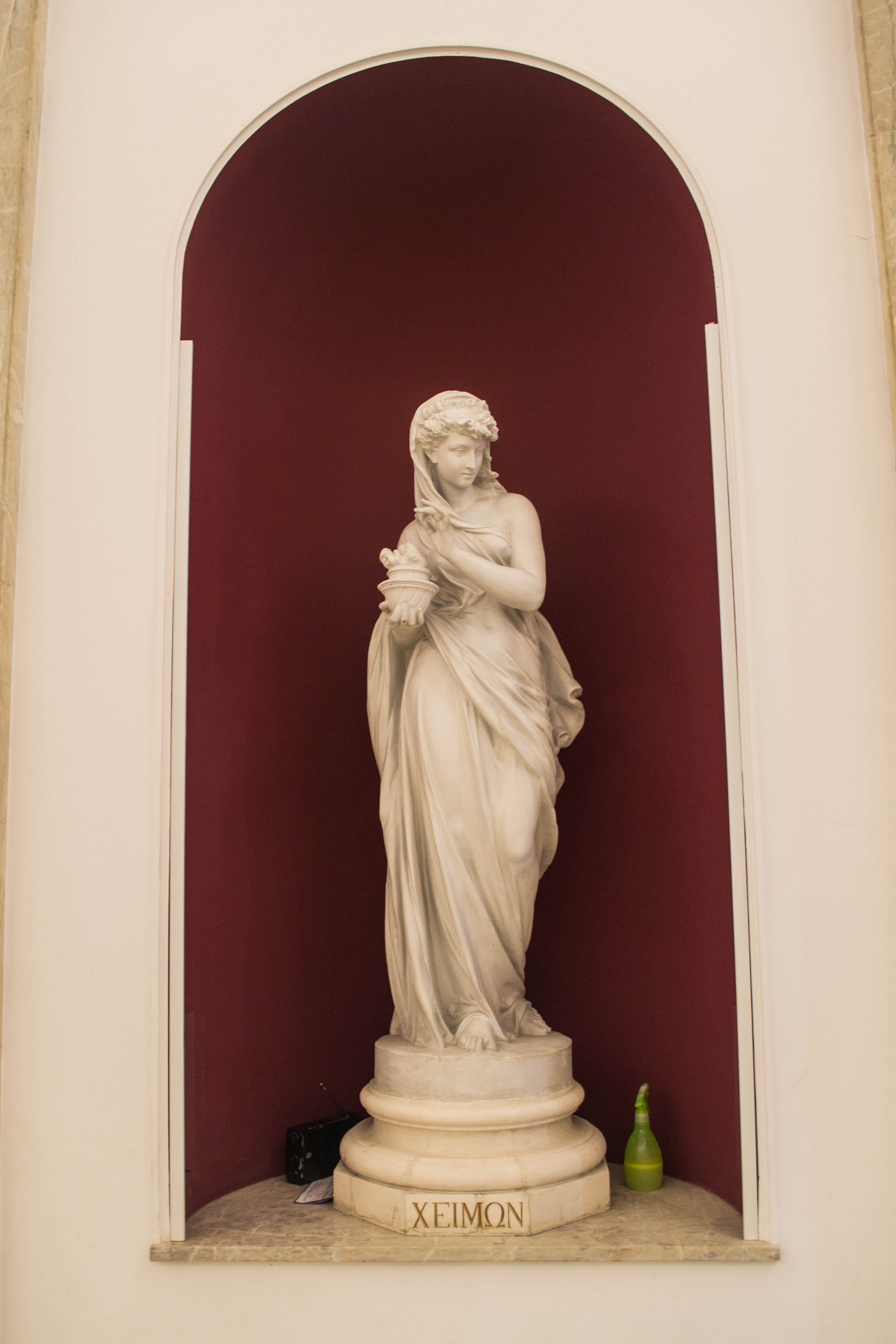
Estátua localizada no Átrio Fernando Costa